# جورج بوين
جورج بوين
جورج بوين بالإنجليزية(George Bowen): وُلد في 2 نوفمبر 1821 وتُوفي 21 فبراير 1899, عُين المستعمرات البريطانية على: جزر البحر الأيوني، كوينزلاند(أستراليا), فكتوريا (أستراليا), نيوزيلندا، موريشيوس، هونغ كونغ, كان الابن البكر للقس إدوارد بوينRev. Edward Bowen, تلقى تعليمه في جامعة اكسفورد في الفنون الكلاسيكية عام 1844, ثم حصل على الماجستير في نفس التخصص.
المصدر: مترجم من ويكيبيديا الإنجليزية